# Škoda Fabia II
| Sterne im Euro NCAP-Crashtest | Vier Euro NCAP-Crashtest Sterne |

Der Škoda Fabia ist ein Kleinwagen des zum Volkswagen-Konzern gehörenden tschechischen Herstellers Škoda. Der Fabia II kam im Frühjahr 2007 als Nachfolger des Škoda Fabia I auf den Markt, zunächst nur als Schrägheck. Ende 2007 folgte der Combi. Eine Stufenheckvariante wie beim Vorgänger wurde jedoch nicht mehr angeboten.
Im Frühjahr 2010 folgte ein kleines Facelift. Wenige Monate später folgte der Fabia RS.
Im Oktober 2012 wurde mit der Produktion einer auf dem Fabia und dem VW Polo basierenden Stufenhecklimousine, dem Rapid, begonnen.
Im Juni 2014 endete die Produktion des zweiten Fabia. Es folgte der Škoda Fabia III.

## Karosserievarianten
Mit 3,99 Meter in der Länge, 1,64 Meter in der Breite und 1,50 Meter in der Höhe ist der Fabia II rund zwei Zentimeter länger und vier Zentimeter höher und schmaler als sein Vorgänger. Dadurch wächst der Kofferraum von 260 auf 300 Liter. Bei umgeklappter Sitzbank und dachhoher Beladung wuchs das Volumen von 1016 auf 1163 Liter. Seit Ende 2008 gibt es eine chinesische Version mit dem Namen Fabia Jing Rui.
Im September 2007 wurde auf der IAA dann auch der neue Combi vorgestellt. Die Kombi-Variante des Fabia I wurde noch bis Ende 2007 produziert, war allerdings seit Mitte 2007 nicht mehr bestellbar.
Der neue Combi ist in seinen technischen Daten der Limousine sehr ähnlich, verfügt über denselben Radstand und ist in denselben Motorisierungen erhältlich. Die Gesamtlänge des neuen Modells wird vom Hersteller mit 4239 mm angegeben. Auch der neue Combi legte in den Innenmaßen gegenüber seinem Vorgänger zu. Das Kofferraumvolumen stieg auf 480/1460 l bzw. seit 2010 auf 505/1485 l (vormals 426/1225 l). Der Fabia II Combi ist seit dem 22. November 2007 in Deutschland bestellbar.
Auf der IAA 2007 wurde zudem eine Studie namens Fabia Scout vorgestellt. Bei dieser Version handelt es sich um eine modifizierte Variante des neuen Combi ergänzt um Geländewagen-Elemente wie beispielsweise eine Kunststoffverkleidung.
Außerdem wurde eine spritsparende Version im Rahmen der Modellreihe GreenLine präsentiert.
Im Oktober 2010 stellte Škoda eine überarbeitete GreenLine-Version des Fabia vor. Durch den Einsatz eines 1,2-Liter-Common-Rail-Diesel mit 55 kW (75 PS), eine Start-Stopp-Automatik, Rekuperation (Bremskraftrückgewinnung), rollwiderstandsarme Reifen, die Anpassung des Motorsteuergerätes sowie aerodynamische Veränderungen an Karosserie und Unterboden verbrauchen der Fabia und der Fabia Combi kombiniert laut Hersteller 3,4 l/100 km, der CO2-Ausstoß beträgt 89 g/km.
Eine Lieferwagenvariante (Fabia Praktik) gibt es vom Škoda Fabia II nicht mehr, da diese Rolle vom neuen Škoda Praktik übernommen wird, der auf dem Roomster basiert. 2007 gab es ein Konzept mit dem Namen Fabia Super 2000.
Die zweite Auflage des Fabia wurde zeitgleich mit dem Roomster entwickelt und gestaltet. Wie der Roomster wurde auch der Fabia mit dem red dot award für sein Design ausgezeichnet.

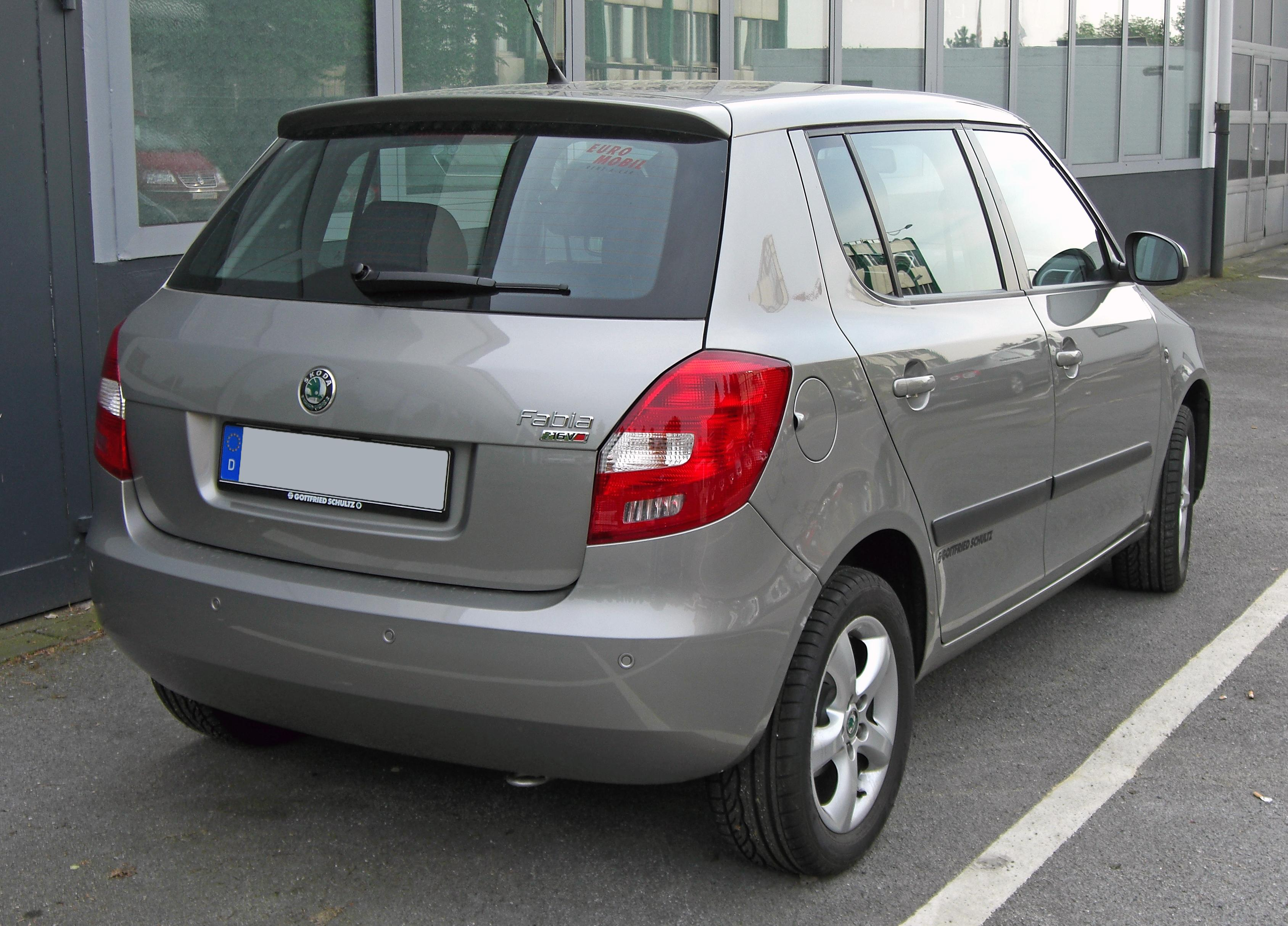
Heckansicht
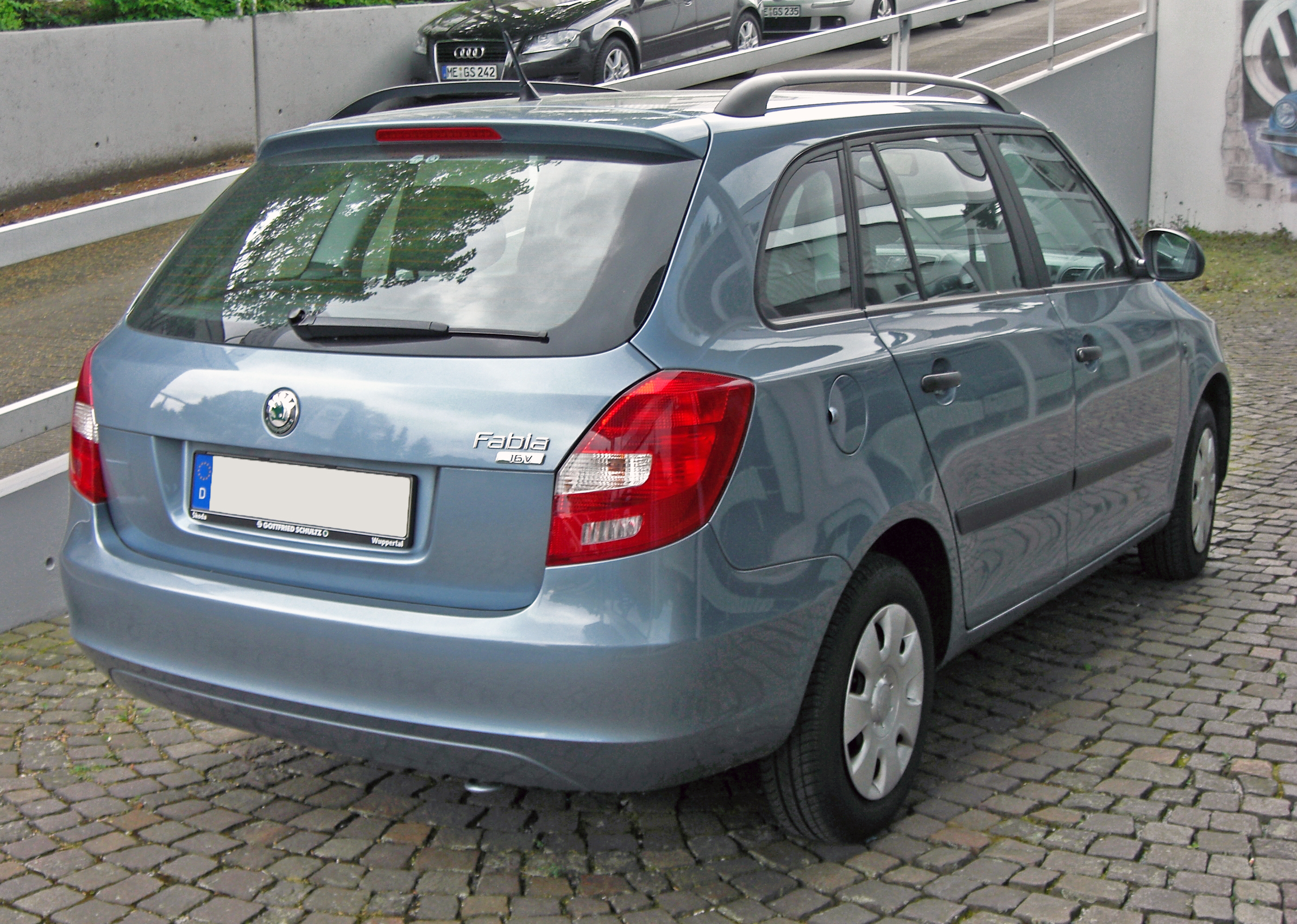
Škoda Fabia Combi (2007–2010)
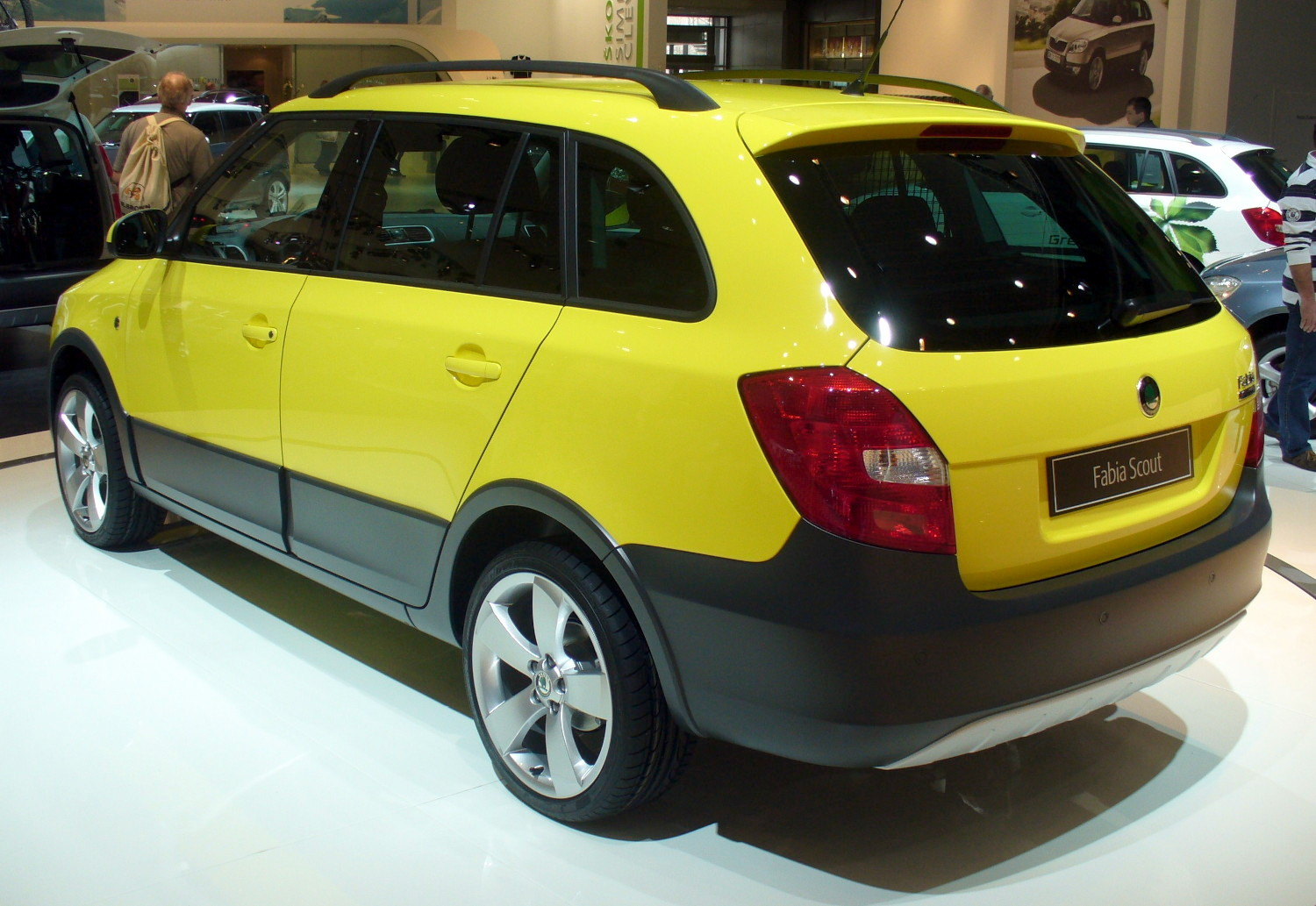
Škoda Fabia Scout (2007–2010)
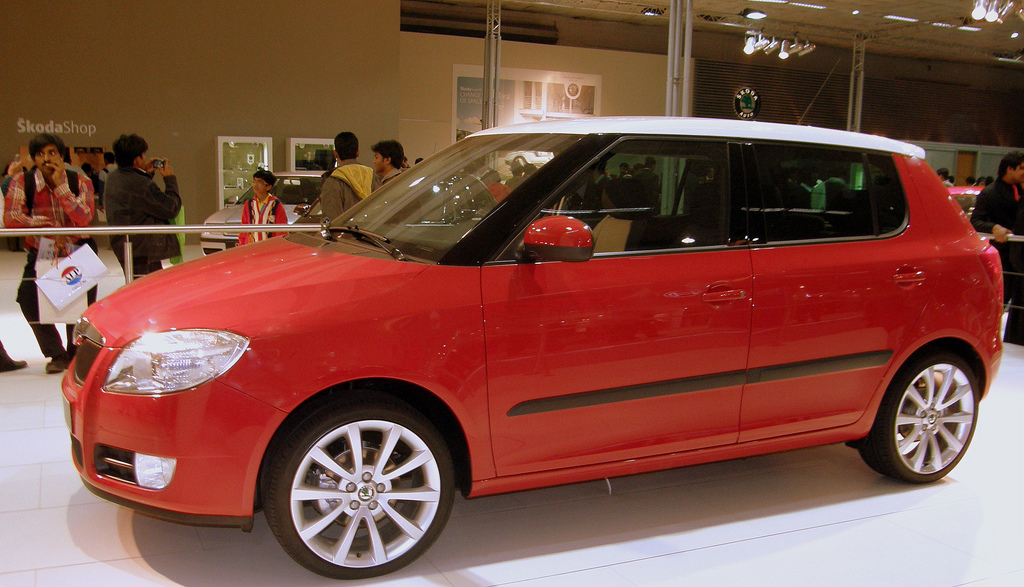
Option beim Fabia II: weißes Dach
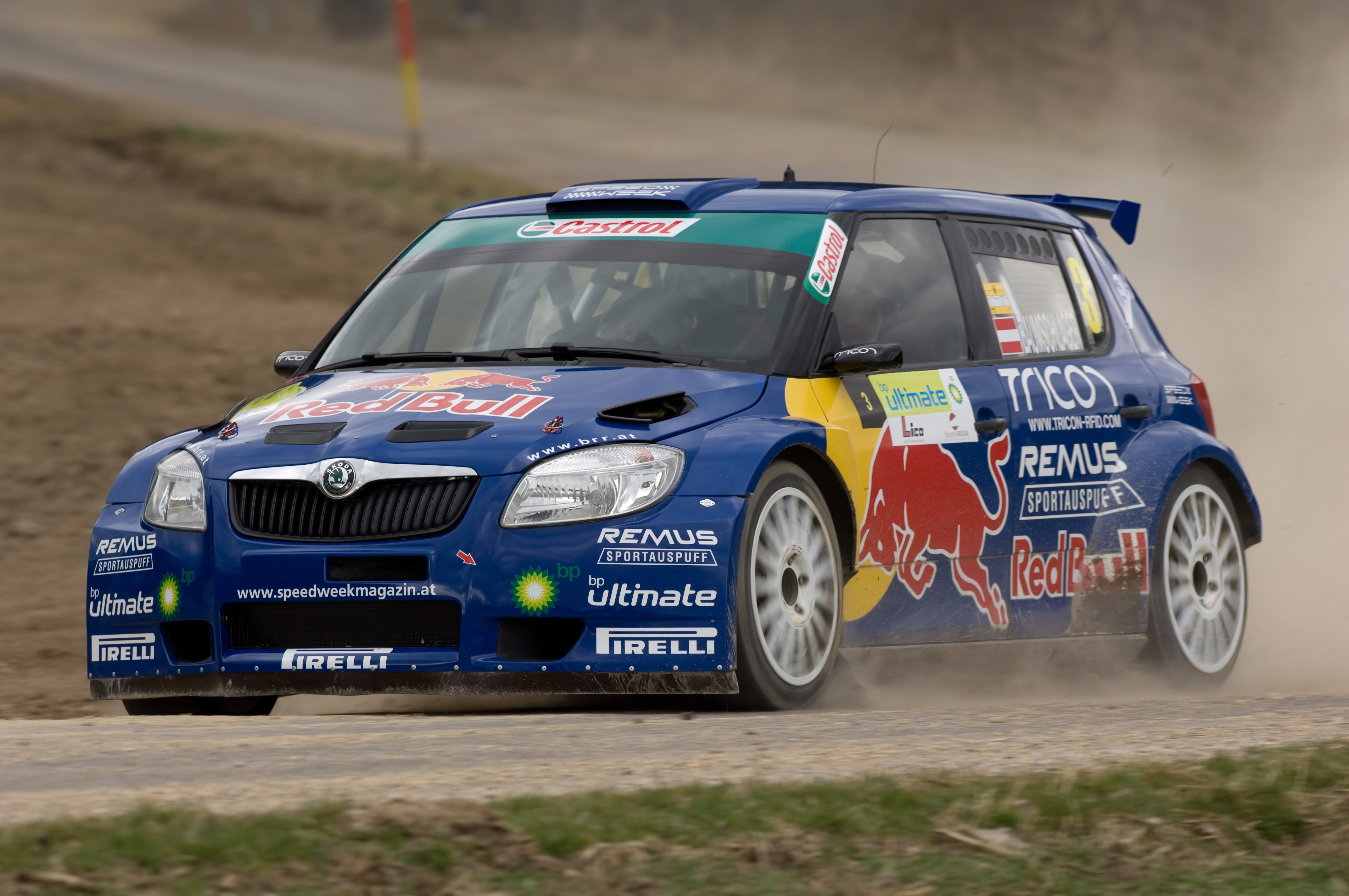
Škoda Fabia „Super 2000“

### Modellpflege
Im Frühjahr 2010 wurde der Škoda Fabia optisch sowie technisch überarbeitet. Dabei wurde der gesamte Vorderwagen inklusive Frontpartie verändert sowie das Interieur und Armaturenbrett aufgewertet.
Zusätzlich kamen zwei neue Motoren ins Programm: ein 1.2 TSI und ein 1.6 TDI mit jeweils 77 kW (105 PS). Mit der neuen Generation erschien auch der sportliche Fabia RS, in Großbritannien und Irland vRS. Dieses wird vom 1,4-l-TSI-Motor mit 180 PS aus dem Polo GTI angetrieben. Es gibt ihn auch als Kombi. Der Verkauf des Fabia RS startete im August 2010.
Im Frühjahr 2011 wurde der Fabia Monte Carlo auf dem Automobilsalon in Genf präsentiert. Den Unterschied zur normalen Serienausstattung machen Sportsitze in roter oder schwarzer Farbe, Lederelemente bei der Innenausstattung, ein Sportfahrwerk, das 15 Millimeter tiefer liegt als bei dem Serienmodell, schwarze 16-Zoll-Leichtmetallfelgen, Scheinwerfer, getönte Scheiben und Bordcomputer aus. Das Sondermodell ist nur in sechs Motorversionen (Benzin und Diesel) von 70 bis 105 PS erhältlich.
Noch einige Monate vor dem Marktstart der dritten Generation liefen Ende Juni 2014 die letzten Exemplare des Fabia II vom Band. In der Übergangszeit wurden nur noch Lagerfahrzeuge verkauft.

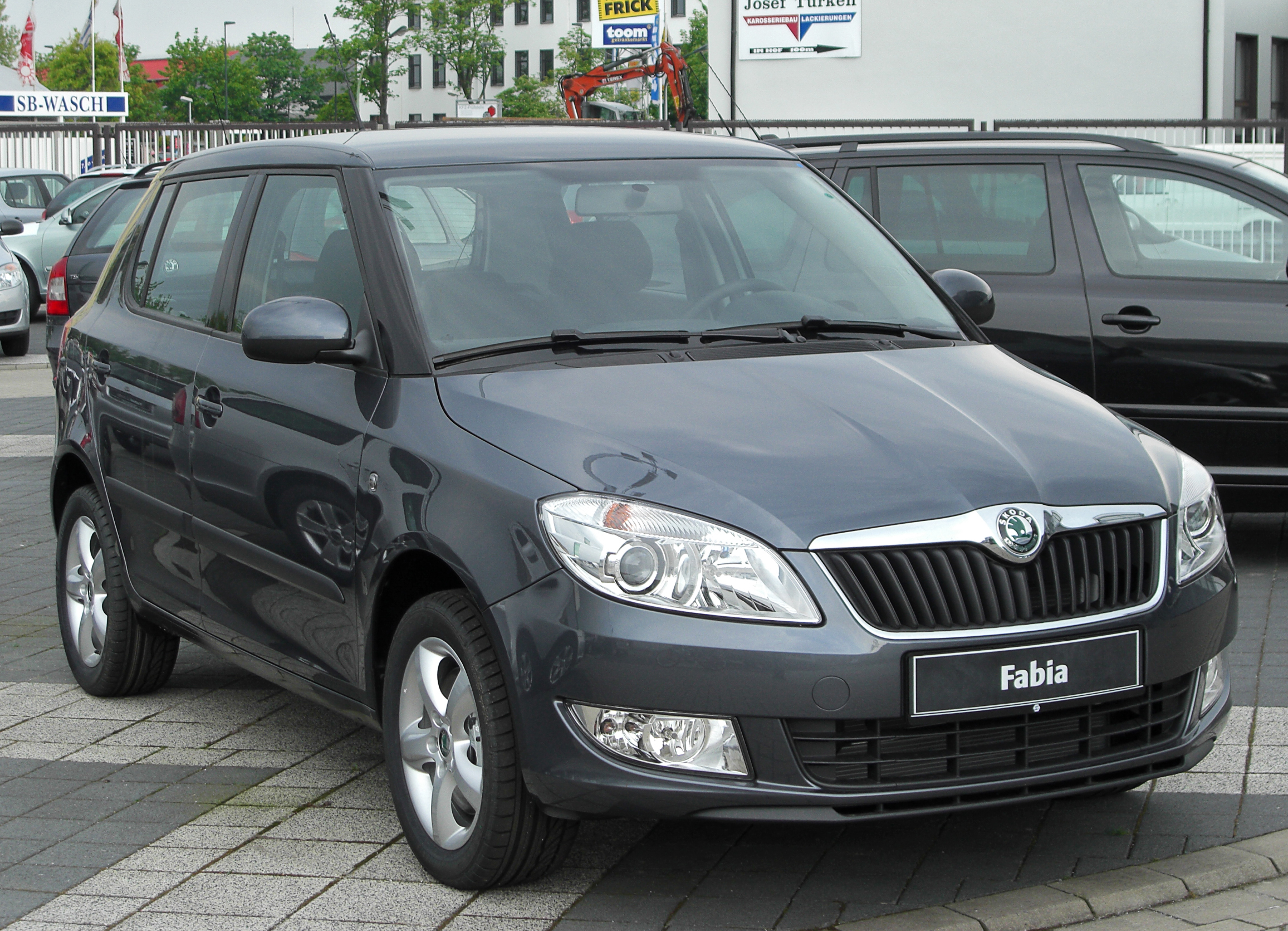
Škoda Fabia (2010–2014)
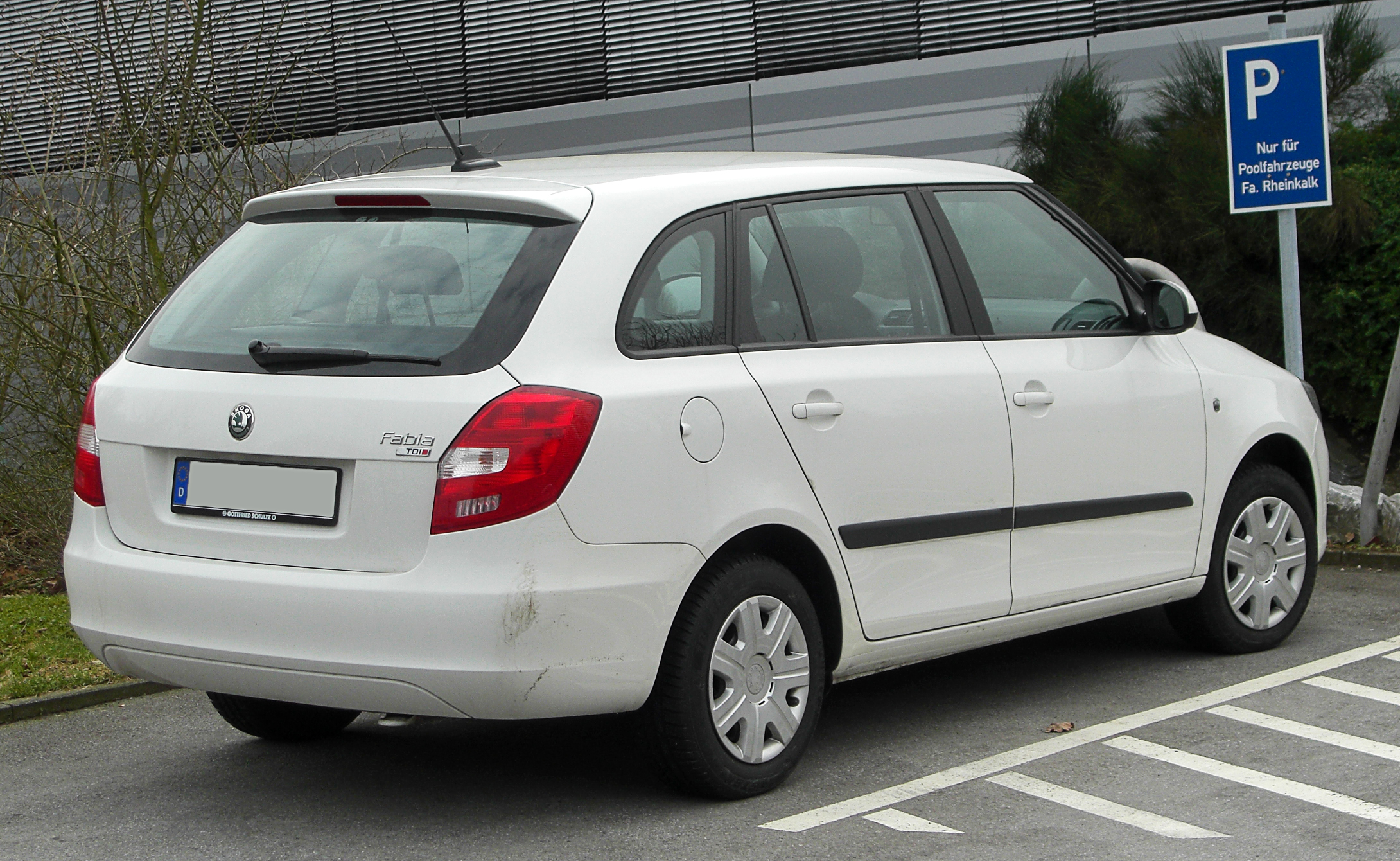
Škoda Fabia Combi (2010–2014)
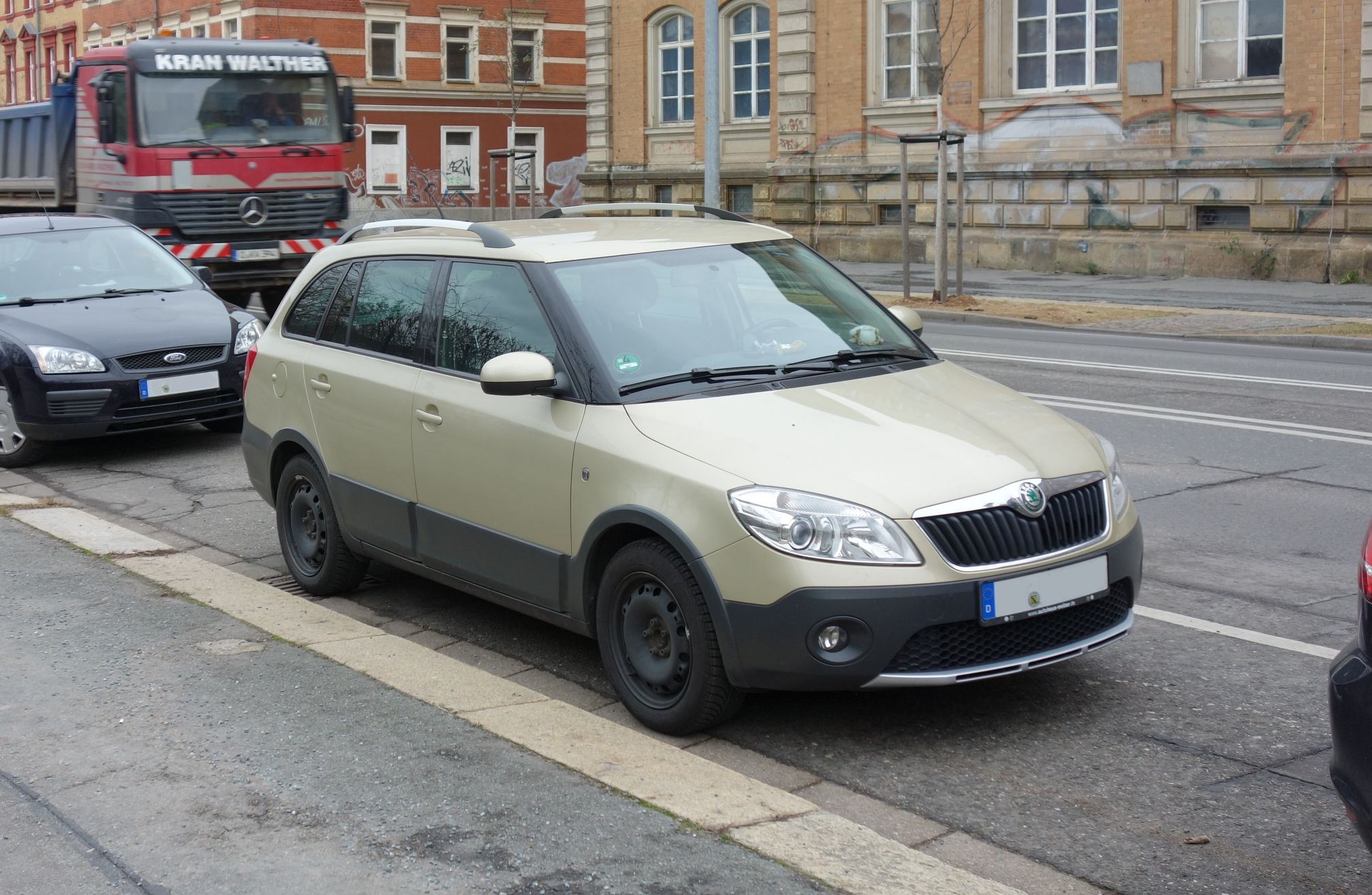
Škoda Fabia Scout (2010–2014)
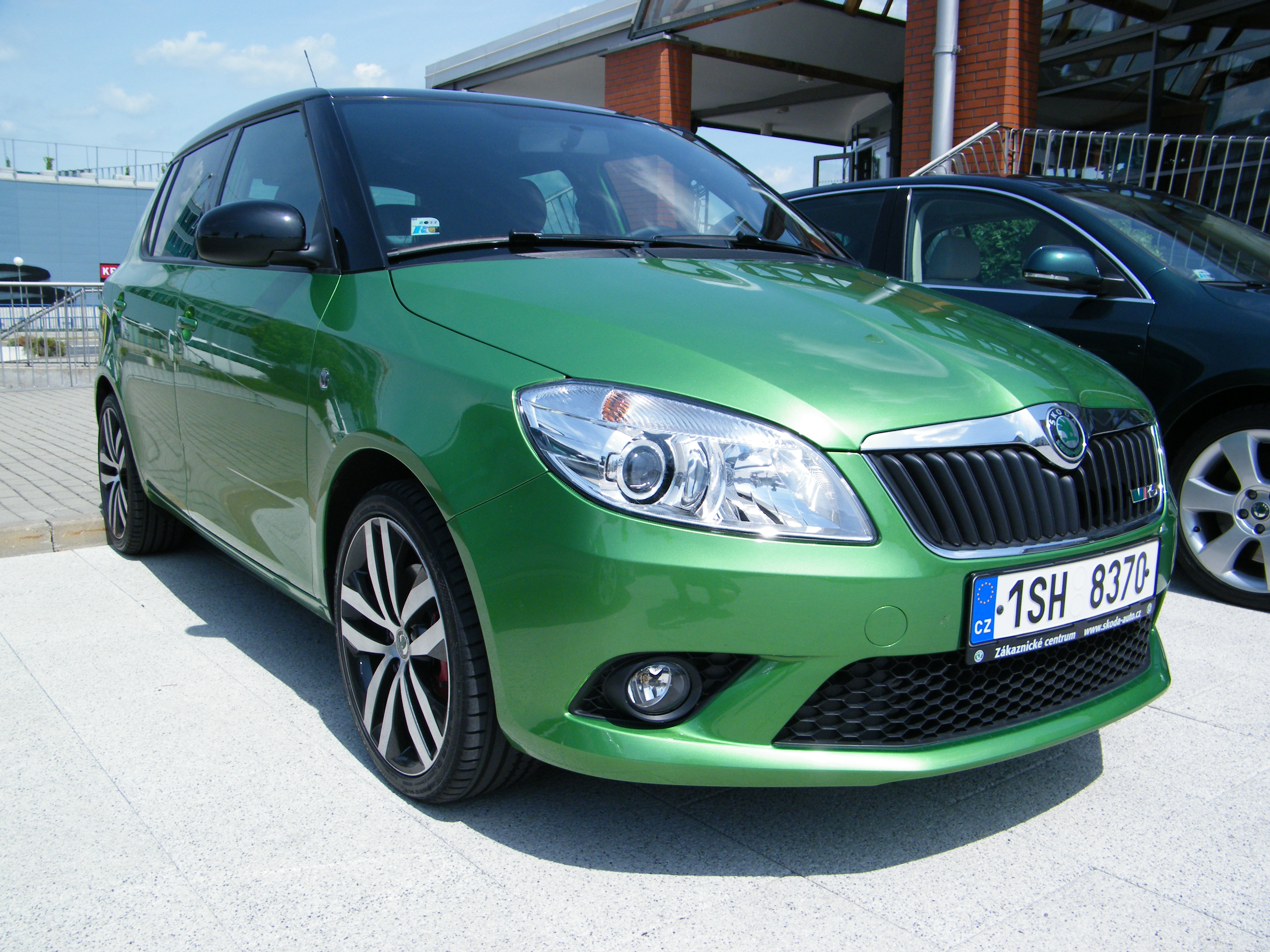
Škoda Fabia RS (2010–2014)
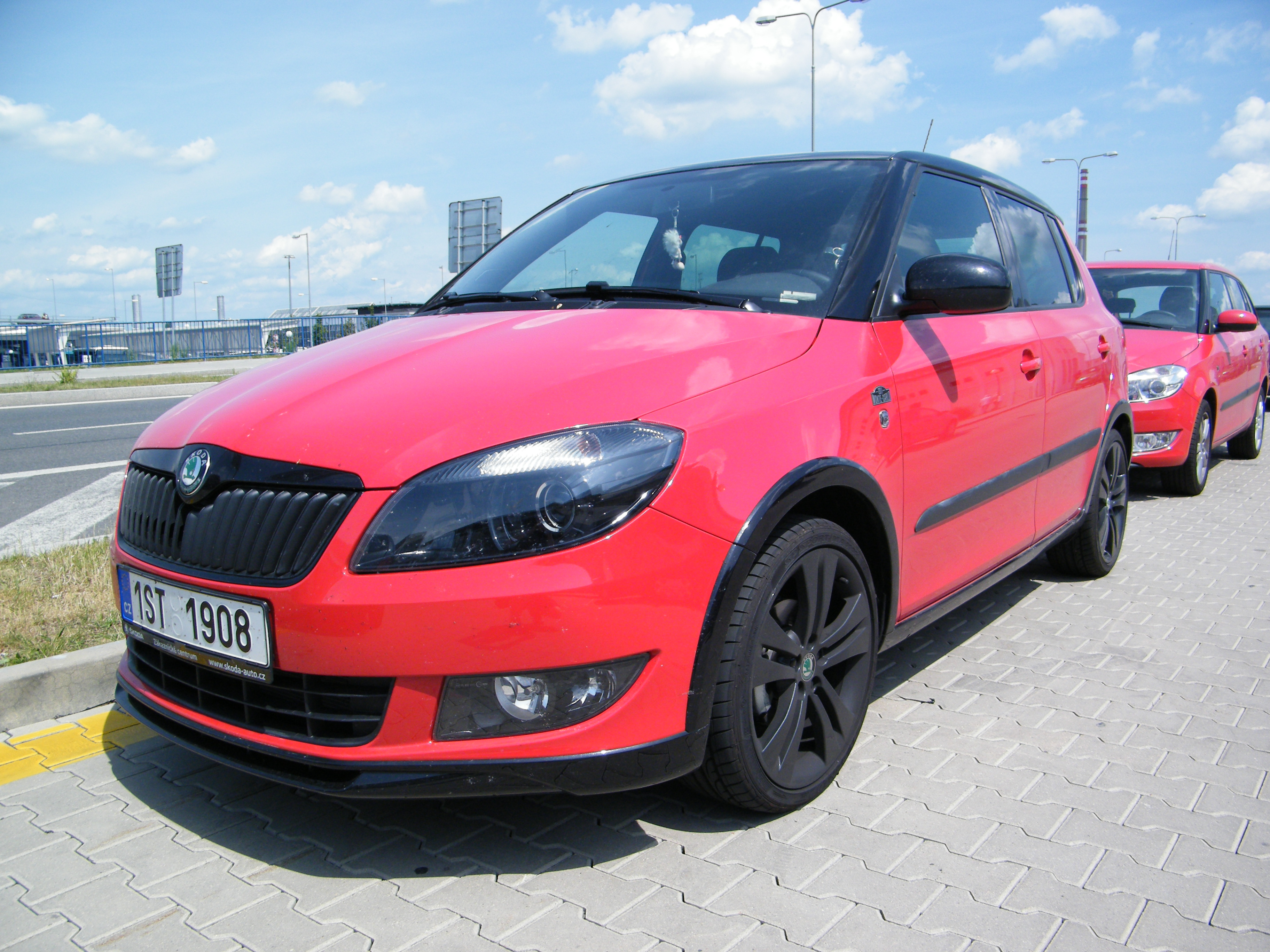
Škoda Fabia Monte Carlo (2011–2014)

### Design-Studien

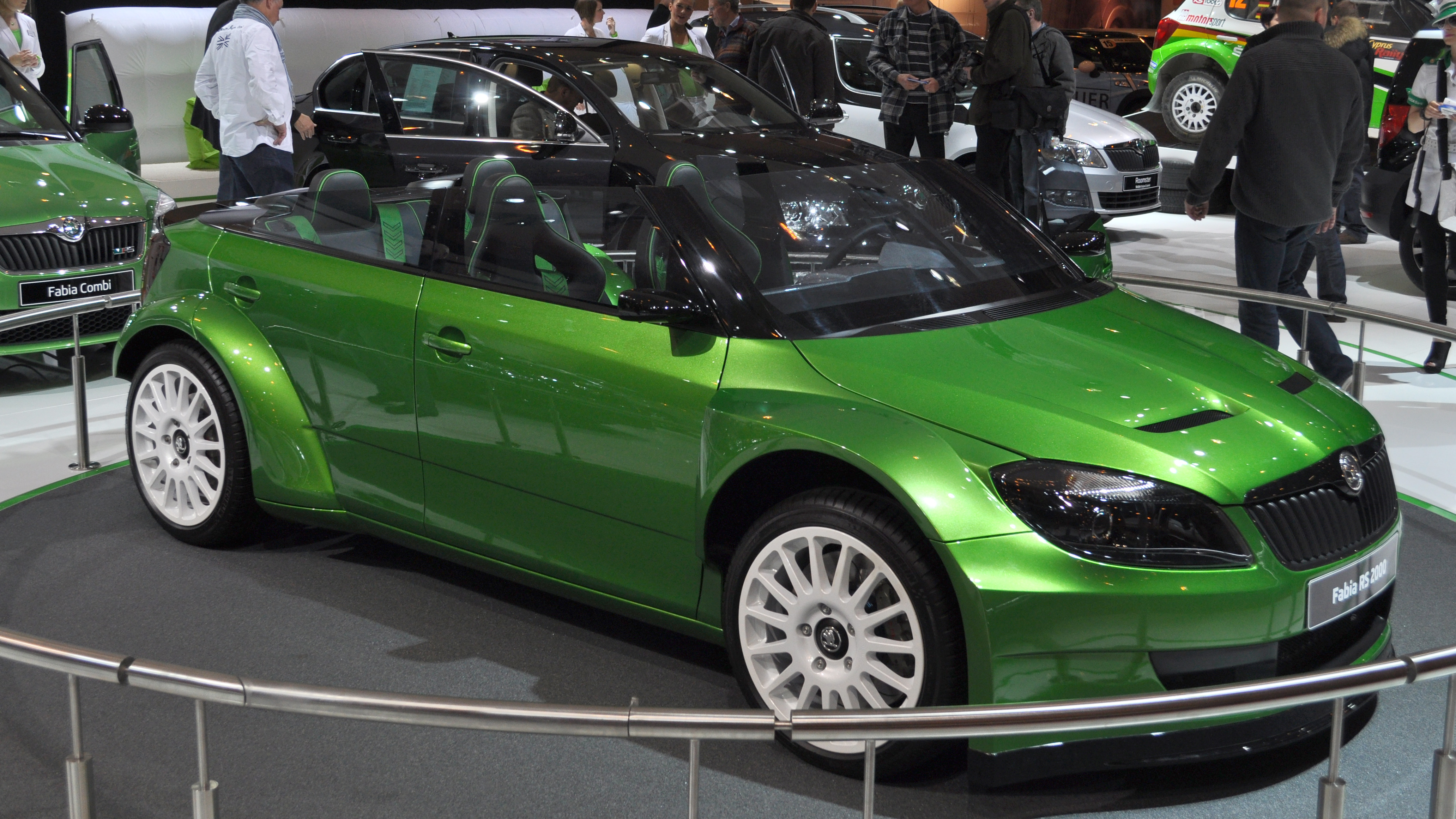
Škoda Fabia RS2000 Cabrio (2011)

Auf der Essen Motor Show 2011 stellte Škoda die Design-Studie einer Cabrioversion auf Basis des Fabia 2000 RS vor. Das viersitzige Cabrio verfügt über vier Türen, besitzt aber kein Verdeck. Das Konzeptfahrzeug soll nicht in Serie gehen.

## Motoren

### Ottomotoren (2007–2011)
| Motoren                                                 | 1.2 HTP                  | 1.2 12V HTP              | 1.4 16V                  | 1.6 16V                  |
| ------------------------------------------------------- | ------------------------ | ------------------------ | ------------------------ | ------------------------ |
| Bauzeitraum                                             | 03/2007–10/2011          | 03/2007–10/2011          | 03/2007–10/2011          | 03/2007–04/2010          |
| Motorbaureihe                                           | VW EA111                 | VW EA111                 | VW EA111                 | VW EA111                 |
| Motorkennbuchstaben                                     | BBM, CHFA                | BZG                      | BXW                      | BTS                      |
| Motorbauart und Zylinderanzahl                          | R3-Ottomotor             | R3-Ottomotor             | R4-Ottomotor             | R4-Ottomotor             |
| Gemischaufbereitung                                     | Multi-Point-Einspritzung | Multi-Point-Einspritzung | Multi-Point-Einspritzung | Multi-Point-Einspritzung |
| Nockenwellenantrieb                                     | Steuerkette              | Steuerkette              | Zahnriemen               | Steuerkette              |
| Ventilsteuerung                                         | OHC                      | DOHC                     | DOHC                     | DOHC                     |
| Anzahl Ventile                                          | 6                        | 12                       | 16                       | 16                       |
| Bohrung × Hub                                           | 76,5 × 86,9 mm           | 76,5 × 86,9 mm           | 76,5 × 75,6 mm           | 76,5 × 86,9 mm           |
| Hubraum                                                 | 1198 cm³                 | 1198 cm³                 | 1390 cm³                 | 1598 cm³                 |
| Verdichtungsverhältnis                                  | 10,3 : 1                 | 10,5 : 1                 | 10,5 : 1                 | 10,5 : 1                 |
| max. Leistung bei min−1                                 | 44 kW (60 PS)/5200       | 51 kW (69 PS)/5200       | 63 kW (86 PS)/5000       | 77 kW (105 PS)/5600      |
| max. Drehmoment bei min−1                               | 108 Nm/3000              | 112 Nm/3000              | 132 Nm/3800              | 153 Nm/3800              |
| Antrieb, serienmäßig                                    | Vorderradantrieb         | Vorderradantrieb         | Vorderradantrieb         | Vorderradantrieb         |
| Getriebe, serienmäßig                                   | 5-Gang-Schaltgetriebe    | 5-Gang-Schaltgetriebe    | 5-Gang-Schaltgetriebe    | 5-Gang-Schaltgetriebe    |
| Getriebe, optional                                      | –                        | –                        | –                        | 6-Gang-Automatikgetriebe |
| Höchstgeschwindigkeit, km/h, [Automatik]                | 155                      | 163                      | 174                      | 190 [185]                |
| Beschleunigung, 0–100 km/h in s, [Automatik]            | 16,5                     | 14,9                     | 12,3                     | 10,4 [11,5]              |
| Kraftstoffverbrauch kombiniert in l/100 km, [Automatik] | 5,9                      | 5,9                      | 6,5                      | 6,9 [7,5]                |
| CO2-Emission in g/km, kombiniert, [Automatik]           | 141                      | 141                      | 156                      | 165 [180]                |
| Tankinhalt                                              | 45 l                     | 45 l                     | 45 l                     | 45 l                     |
| Abgasnorm nach EU-Klassifikation                        | Euro 4                   | Euro 4                   | Euro 4                   | Euro 4                   |

### Ottomotoren (2010–2014)
| Motoren                                                 | 1.2                      | 1.2                      | 1.4 16V                  | 1.2 TSI               | 1.2 TSI               | 1.4 TSI RS                     |
| ------------------------------------------------------- | ------------------------ | ------------------------ | ------------------------ | --------------------- | --------------------- | ------------------------------ |
| Bauzeitraum                                             | 11/2011–06/2014          | 11/2011–06/2014          | 11/2011–06/2014          | 08/2010–06/2014       | 08/2010–06/2014       | 08/2010–06/2014                |
| Motorbaureihe                                           | VW EA111                 | VW EA111                 | VW EA111                 | VW EA111              | VW EA111              | VW EA111                       |
| Motorkennbuchstaben                                     | CGPB                     | CGPA                     | CFNA                     | CBZA                  | CBZB                  | CAVE, CTHE                     |
| Motorbauart und Zylinderanzahl                          | R3-Ottomotor             | R3-Ottomotor             | R4-Ottomotor             | R4-Ottomotor          | R4-Ottomotor          | R4-Ottomotor                   |
| Gemischaufbereitung                                     | Multi-Point-Einspritzung | Multi-Point-Einspritzung | Multi-Point-Einspritzung | Direkteinspritzung    | Direkteinspritzung    | Direkteinspritzung             |
| Motoraufladung                                          | –                        | –                        | –                        | Abgasturbolader       | Abgasturbolader       | Abgasturbolader und Kompressor |
| Nockenwellenantrieb                                     | Steuerkette              | Steuerkette              | Zahnriemen               | Steuerkette           | Steuerkette           | Steuerkette                    |
| Ventilsteuerung                                         | DOHC                     | DOHC                     | DOHC                     | OHC                   | OHC                   | DOHC                           |
| Anzahl Ventile                                          | 12                       | 12                       | 16                       | 8                     | 8                     | 16                             |
| Bohrung × Hub                                           | 76,5 × 86,9 mm           | 76,5 × 86,9 mm           | 76,5 × 75,6 mm           | 71,0 × 75,6 mm        | 71,0 × 75,6 mm        | 76,5 × 76,6 mm                 |
| Hubraum                                                 | 1198 cm³                 | 1198 cm³                 | 1390 cm³                 | 1197 cm³              | 1197 cm³              | 1390 cm³                       |
| Verdichtungsverhältnis                                  | 10,5 : 1                 | 10,5 : 1                 | 10,5 : 1                 | 10,0 : 1              | 10,0 : 1              | 10,0 : 1                       |
| max. Leistung bei min−1                                 | 44 kW (60 PS)/5200       | 51 kW (69 PS)/5200       | 63 kW (86 PS)/5000       | 63 kW (86 PS)/4800    | 77 kW (105 PS)/5000   | 132 kW (180 PS)/6200           |
| max. Drehmoment bei min−1                               | 108 Nm/3000              | 112 Nm/3000              | 132 Nm/3800              | 160 Nm/ 1500–3500     | 175 Nm/ 1550–4100     | 250 Nm/2000–4500               |
| Antrieb, serienmäßig                                    | Vorderradantrieb         | Vorderradantrieb         | Vorderradantrieb         | Vorderradantrieb      | Vorderradantrieb      | Vorderradantrieb               |
| Getriebe, serienmäßig                                   | 5-Gang-Schaltgetriebe    | 5-Gang-Schaltgetriebe    | 5-Gang-Schaltgetriebe    | 5-Gang-Schaltgetriebe | 5-Gang-Schaltgetriebe | 7-Gang-DSG                     |
| Getriebe, optional                                      | –                        | –                        | –                        | –                     | 7-Gang-DSG            | –                              |
| Höchstgeschwindigkeit, km/h, [Automatik]                | 155                      | 163                      | 175                      | 177                   | 191 [189]             | 224                            |
| Beschleunigung, 0–100 km/h in s, [Automatik]            | 16,5                     | 14,9                     | 12,2                     | 11,7                  | 10,1 [10,2]           | 7,3                            |
| Kraftstoffverbrauch kombiniert in l/100 km, [Automatik] | 5,5                      | 5,5                      | 5,9                      | 5,2                   | 5,3                   | 6,2                            |
| CO2-Emission in g/km, kombiniert, [Automatik]           | 128                      | 128                      | 139                      | 121                   | 124                   | 148                            |
| Tankinhalt                                              | 45 l                     | 45 l                     | 45 l                     | 45 l                  | 45 l                  | 45 l                           |
| Abgasnorm nach EU-Klassifikation                        | Euro 5                   | Euro 5                   | Euro 5                   | Euro 5                | Euro 5                | Euro 5                         |

### Dieselmotoren
| Motoren                                                 | 1.2 TDI (1)                | 1.4 TDI (2)                           | 1.4 TDI (2)                           | 1.6 TDI (1)                | 1.6 TDI (1)                | 1.6 TDI (1)                | 1.9 TDI (2)                           | 1.9 TDI (3)                           |
| ------------------------------------------------------- | -------------------------- | ------------------------------------- | ------------------------------------- | -------------------------- | -------------------------- | -------------------------- | ------------------------------------- | ------------------------------------- |
| Bauzeitraum                                             | 06/2010–06/2014            | 03/2007–04/2010                       | 03/2007–04/2010                       | 03/2010–06/2014            | 03/2010–06/2014            | 03/2010–06/2014            | 03/2007–04/2010                       | 03/2007–04/2010                       |
| Motorkennbuchstaben                                     | CFWA                       | BNM                                   | BNV (2), BMS (3)                      | CAYA                       | CAYB                       | CAYC                       | BSW                                   | BLS                                   |
| Motorbaureihe                                           | EA 189                     | EA 188                                | EA 188                                | EA 189                     | EA 189                     | EA 189                     | EA 188                                | EA 188                                |
| Motortyp                                                | R3-Dieselmotor             | R3-Dieselmotor                        | R3-Dieselmotor                        | R4-Dieselmotor             | R4-Dieselmotor             | R4-Dieselmotor             | R4-Dieselmotor                        | R4-Dieselmotor                        |
| Anzahl Ventile                                          | 12                         | 6                                     | 6                                     | 16                         | 16                         | 16                         | 8                                     | 8                                     |
| Gemischaufbereitung                                     | Common-Rail-Einspritzung   | Direkteinspritzung, Pumpe-Düse-System | Direkteinspritzung, Pumpe-Düse-System | Common-Rail-Einspritzung   | Common-Rail-Einspritzung   | Common-Rail-Einspritzung   | Direkteinspritzung, Pumpe-Düse-System | Direkteinspritzung, Pumpe-Düse-System |
| Motoraufladung                                          | Turbolader, Ladeluftkühler | Turbolader, Ladeluftkühler            | Turbolader, Ladeluftkühler            | Turbolader, Ladeluftkühler | Turbolader, Ladeluftkühler | Turbolader, Ladeluftkühler | Turbolader, Ladeluftkühler            | Turbolader, Ladeluftkühler            |
| Ventilsteuerung                                         | DOHC                       | OHC                                   | OHC                                   | DOHC                       | DOHC                       | DOHC                       | OHC                                   | OHC                                   |
| Bohrung × Hub                                           | 79,5 mm × 80,5 mm          | 79,5 mm × 95,5 mm                     | 79,5 mm × 95,5 mm                     | 79,5 mm × 80,5 mm          | 79,5 mm × 80,5 mm          | 79,5 mm × 80,5 mm          | 79,5 mm × 95,5 mm                     | 79,5 mm × 95,5 mm                     |
| Hubraum                                                 | 1199 cm³                   | 1422 cm³                              | 1422 cm³                              | 1598 cm³                   | 1598 cm³                   | 1598 cm³                   | 1896 cm³                              | 1896 cm³                              |
| Verdichtungsverhältnis                                  | 16,5: 1                    | 19,5: 1                               | 19,5: 1                               | 16,5: 1                    | 16,5: 1                    | 16,5: 1                    | 19,0: 1                               | 18,5: 1                               |
| max. Leistung bei min−1                                 | 55 kW (75 PS) / 4200       | 51 kW (69 PS) / 4000                  | 59 kW (80 PS) / 4000                  | 55 kW (75 PS) / 4000       | 66 kW (90 PS) / 4200       | 77 kW (105 PS) / 4400      | 77 kW (105 PS) / 4000                 | 77 kW (105 PS) / 4000                 |
| max. Drehmoment bei min−1                               | 180 Nm / 2000              | 155 Nm / 1600–2800                    | 195 Nm / 2200                         | 195 Nm / 1500–2000         | 230 Nm / 1500–2500         | 250 Nm / 1500–2500         | 240 Nm / 1800                         | 240 Nm / 1900                         |
| Antrieb                                                 | Vorderradantrieb           | Vorderradantrieb                      | Vorderradantrieb                      | Vorderradantrieb           | Vorderradantrieb           | Vorderradantrieb           | Vorderradantrieb                      | Vorderradantrieb                      |
| Getriebe                                                | 5-Gang-Schaltgetriebe      | 5-Gang-Schaltgetriebe                 | 5-Gang-Schaltgetriebe                 | 5-Gang-Schaltgetriebe      | 5-Gang-Schaltgetriebe      | 5-Gang-Schaltgetriebe      | 5-Gang-Schaltgetriebe                 | 5-Gang-Schaltgetriebe                 |
| Höchstgeschwindigkeit, km/h, [Automatik]                | 172                        | 163                                   | 172                                   | 166                        | 176                        | 188                        | 190                                   | 190                                   |
| Beschleunigung, 0–100 km/h in s, [Automatik]            | 14,3                       | 14,8                                  | 13,2                                  | 14,1                       | 12,6                       | 10,9                       | 10,8                                  | 10,8                                  |
| Kraftstoffverbrauch kombiniert in l/100 km, [Automatik] | 3,4                        | 4,8                                   | 4,6                                   | 4,2                        | 4,2                        | 4,2                        | 4,9                                   | 4,9                                   |
| Tankinhalt                                              | 45 l                       | 45 l                                  | 45 l                                  | 45 l                       | 45 l                       | 45 l                       | 45 l                                  | 45 l                                  |
| Leergewicht                                             | 1203 kg                    | 1200 kg                               | 1205 kg                               | 1204 kg                    | 1219 kg                    | 1219 kg                    | 1245 kg                               | 1245 kg                               |
| Abgasnorm nach EU-Klassifikation                        | Euro 5                     | Euro 4                                | Euro 4                                | Euro 5                     | Euro 5                     | Euro 5                     | Euro 4                                | Euro 4                                |

## Produktionszahlen Škoda Fabia II
Gesamtproduktion Fahrzeuge von 2007 bis 2014
| Jahr | 2007                | 2008    | 2009    | 2010    | 2011    | 2012    | 2013    | 2014               | Summe         |
| ---- | ------------------- | ------- | ------- | ------- | ------- | ------- | ------- | ------------------ | ------------- |
|      | 243.576 ca. 184.000 | 244.981 | 260.562 | 234.593 | 262.497 | 255.025 | 196.597 | 162.954 ca. 80.000 | ca. 1.718.000 |